# His Better Self (film 1912)
His Better Self è un cortometraggio muto del 1912 diretto da Fred J. Balshofer e da Francis Ford.

## Produzione
Il film fu prodotto dalla Broncho Film Company.

## Distribuzione
Distribuito dalla Mutual Film, il film - un cortometraggio in una bobina - uscì nelle sale cinematografiche USA il 25 settembre 1912.